# Vottovaara
Vottovaara je vrchol tvořený skálou v Západokarelské vysočině, kde s nadmořskou výškou 417,1 m dosahuje jejího nejvyššího bodu. Její rozloha je 6 km² a představuje hřbet protáhlý v délce 7 km tvořený kvarcity a pískovci, přerušovanými řadou zlomů.
Administrativně náleží do Sukkozerského vesnického sídla v jihovýchodní části Muezerského rajónu ve střední části Karelské republiky v Rusku. Nachází se ve vzdálenosti 20 km jihovýchodně od vesnice Sukkozero, 35 km severovýchodně od vesnice Gimoly a 40 km jihozápadně od Segozera.